# Pfaffetschlag
Pfaffetschlag ist eine Ortschaft in der Gemeinde Klaffer am Hochficht im Bezirk Rohrbach in Oberösterreich.

## Geografie
Das Dorf liegt auf einem nach Süden orientierten Ausläufer des Böhmerwaldes nördlich des Haselbergs (746 m ü. A.) und des Kühbergs (716 m ü. A.), zweier Kuppen am Südabfall des Böhmerwaldes, an der aus Salnau von der Dreisesselbergstraße abzweigenden Landesstraße L1559. Der Ort wird westlich von Klafferbach umflossen, in den hier der Theinhörlbach mündet, der wiederum im Osten an Pfaffetschlag vorüber fließt. Die Ortschaft besteht weiters aus den im Norden liegenden Pfaffetschlaghäuseln und umfasste am 1. April 2020 genau 90 Adressen.
Nördlich von Pfaffetschlag erstrecken sich Pfeifengraswiesen (Molinion caeruleae) und magere Flachland-Mähwiesen. Oberhalb des Dorfs liegen Fichten-Blockwälder. Am Klafferbach befindet sich eine Grünlandbrache, die zu den Mädesüß-Staudenfluren gezählt wird. In Pfaffetschlag wurden jagende Breitflügelfledermäuse (Eptesicus serotinus) nachgewiesen.
Das Dorf ist Teil der 22.302 Hektar großen Important Bird Area Böhmerwald und Mühltal. Es ist vom 9.350 Hektar großen Europaschutzgebiet Böhmerwald-Mühltäler umgeben.

## Geschichte
Pfaffetschlag wurde vom Stift Schlägl in der Mitte des 15. Jahrhunderts angelegt. Es wurde urkundlich erstmals 1526 erwähnt.

## Kultur und Sehenswürdigkeiten
Der Hakenhof Pfaffetschlag Nr. 33 wurde im 19. Jahrhundert erbaut. Der Vierseithof Pfaffetschlag Nr. 15/16 ist mit den Jahreszahlen 1864 und 1906 bezeichnet. Der 15,2 km lange Wanderweg Hochfichtrunde führt durch das Dorf.